# Tina Schüßler

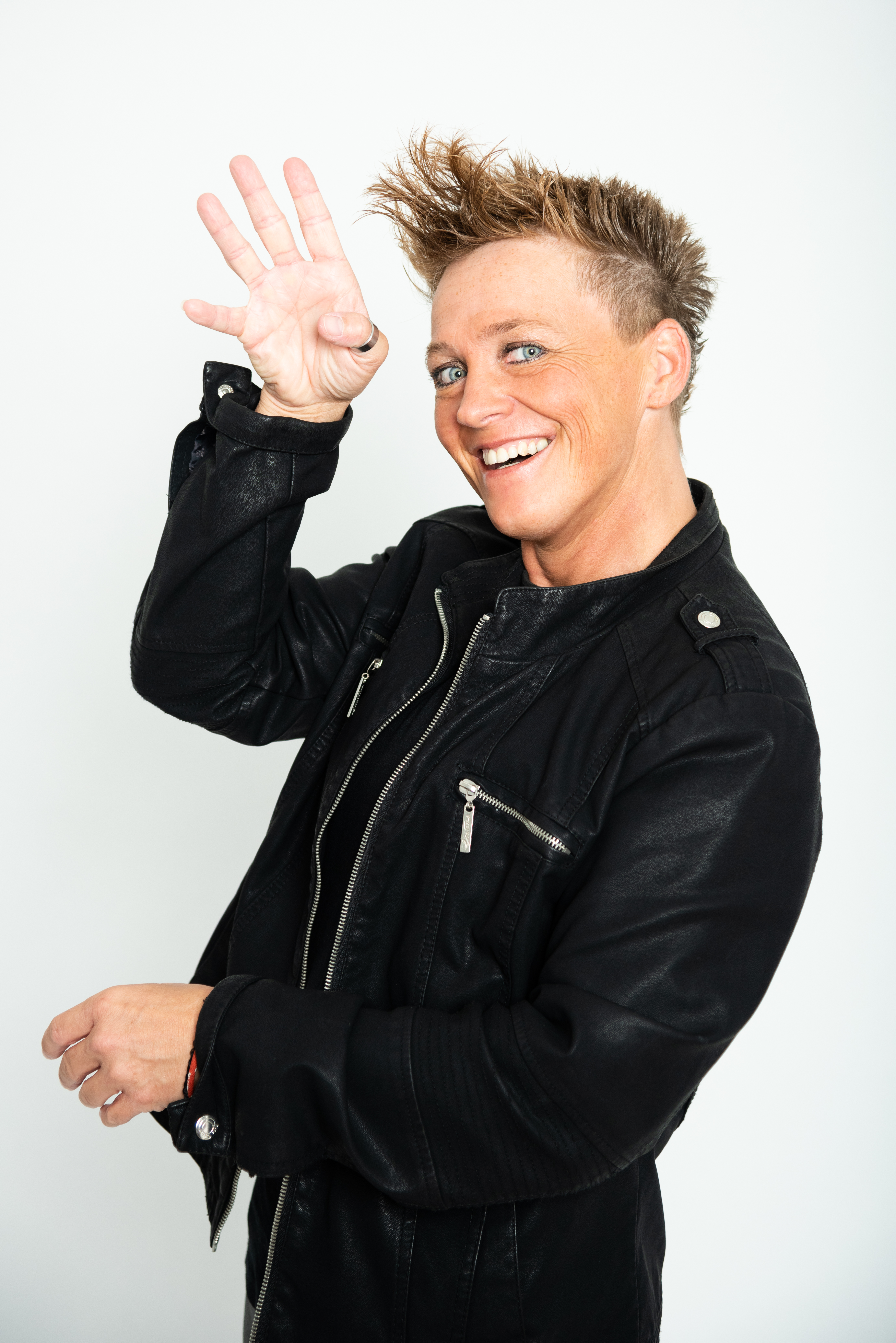
Tina Schüßler (2017)

Tina Schüßler (auch Tina Schüssler, * 21. Juni 1974 in Augsburg) ist eine deutsche Sängerin, Fernsehmoderatorin, Schauspielerin, TV-Ringsprecherin, Profiboxerin, Kickboxerin und Bodybuilderin. 2016 wurde sie Weltmeisterin im K-1 der WKU.

## Biografie
Tina Schüssler kam durch ihre erfolgreiche Laufbahn als Kickboxerin Vollkontakt zum Profiboxen. 1997 errang sie den höchsten Titel der Women’s International Boxing Federation (WIBF) -54,4 kg, der ihr den Einstieg in das Profiboxgeschäft ermöglichte. Sie bekam die Lizenz des BDB (Bund Deutscher Berufsboxer) und begann mit ihrem ersten Profiboxkampf für den Hamburger Profi-Boxstall Universum Box-Promotion. 1998 schaffte sie den Einstieg in die deutsche Nationalmannschaft der Kickboxer WKA (World Kickboxing Association). Im selben Jahr wurde sie Weltmeisterin.
Im Frühjahr 2005 begann sie kurz für zwei Jahre neben dem Boxsport auch ihre ersten Schritte auf der Bodybuildingbühne in der Frauenklasse I bis 52 kg. Im Herbst 2005 wurde sie Internationale Deutsche Meisterin (IFBB). Ab diesem Zeitpunkt sponserte sie der sechsfache Mr. Olympia Dorian Yates und CNP-Professional England. 2006 war sie als Bühnen-Stargast zusammen mit Ronnie Coleman auf der FIBO in Essen.
Im Jahr 2009 erlitt Schüssler infolge eines angeborenen Herzfehlers einen Schlaganfall, war linksseitig gelähmt und musste sich 2010 einer Herzoperation unterziehen. Nach zweieinhalb Jahren trat sie erstmals wieder in die Öffentlichkeit und wurde im September 2011 von Sat.1 zu Dreharbeiten für die Sendung Mein Mann kann mit Britt Hagedorn eingeladen. Seit ihrer Krankheit ist Schüssler Botschafterin der Deutschen Knochenmarkspende (DKMS), der Bayerischen Krebsgesellschaft und Patin des Mutter-Kind-Zentrums Augsburg „Mukis“. Schüssler ist auch für die Kinderhilfsorganisation Stunde des Herzens zusammen mit Jumbo Schreiner unterwegs. Seit 2016 ist Tina Schüssler Patin des Bayerischen Kinderschmerzzentrums der Kinderklinik Augsburg und Botschafterin des Bayerischen Roten Kreuzes. Sie bringt sich aktiv in die Beschäftigungstherapien mehrerer Kliniken ein, ist Patin an verschiedenen Schulen und Unterstützerin für das Projekt Schule ohne Rassismus, Schule mit Courage.
2012 wurde sie wieder als Boxerin aktiv und stieg am 16. Juni in der Sporthalle Augsburg erstmals seit ihrer Erkrankung in den Ring. Nach ihrem dortigen Sieg bestritt sie mehrere Boxkämpfe. Am 8. Juni 2013 holte sie in der Sporthalle Augsburg den WM-Titel und ist seither Weltmeisterin der WBF im Profiboxen bis 62,4 kg. Am 16. Januar 2013 trat Schüssler das Amt als Bundestrainerin der International Sport Karate Association an.

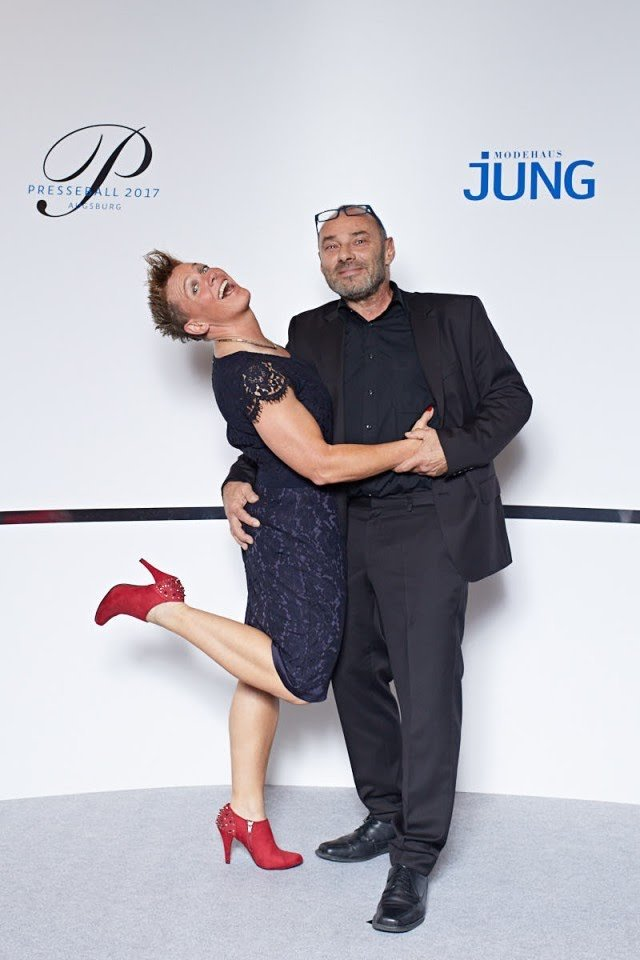
Tina Schüßler mit ihrem Lebenspartner Clemens Brocker auf dem Augsburger Presseball (2017)

Beim Brechtfestival 2014 in Augsburg spielte Schüssler gemeinsam mit Schauspielerin Iris Berben, Katharina Thalbach und Thomas Thieme das Stück Das Chaos ist aufgebraucht!. Im März 2014 kandidierte sie als Parteilose für das Amt des Bürgermeisters von Diedorf.
Schüssler qualifizierte sich 2016 wieder mit mehreren Kämpfen im K-1 für die Nationalmannschaft der WKU. Sie kämpfte Ende September um den Weltmeisterschaftstitel im K-1 bis 57 kg in den USA (Orlando/Florida) und siegte.
Nach einem Bandscheibenvorfall der Halswirbelsäule steht Tina Schüssler jedoch weiter als TV-Ringsprecherin im Boxring. Zudem singt Tina Schüssler regelmäßig bei großen TV-Kampfsportveranstaltungen im Boxring die Deutsche Nationalhymne.
Seit 2016 ist Schüßler als Sängerin, Solo und mit eigener Band, in den Genres Pop, Rock und Hard Rock bis hin zur Neuen Deutschen Härte unterwegs. Im Dezember 2019 gelangte sie mit ihrer Band bis ins TV Live Finale beim Deutschen Rock und Pop Preis in Siegen.
Seit März 2020 ist Tina Schüssler als Fernsehmoderatorin und Entertainerin aktiv. Sie moderiert drei neue Formate sowie eine eigene Late Night Show "Night Call mit Tina Schüssler" im Wechsel mit Sportmoderator Ulli Potofski. Sie ist offizieller Lauf 10! Motivationscoach der Abendschau des Bayerischen Rundfunks und wird als Box-Expertin und Box-Kommentatorin im Fernsehen bei BR24 und DAZN eingesetzt.
Im Mai 2020 unterzeichnete Tina Schüssler zwei Plattenverträge bei Pride & Joy Music und bei 7us Music Group. Im Juni 2020 wurde sie Chartstürmerin der weltweiten Amazon-Charts. Der Song "Captain Noah" platzierte sich an zweiter Stelle in der Kategorie Rock und erreichte in sieben weiteren Kategorien Platzierungen in den Top Ten. Im September kam ihr Album „Verwirrte Welt“ über Soulfood weltweit in den Handel.
Neben der Musikkarriere ist Tina Schüssler seit 2021 wieder als Schauspielerin aktiv, spielt in TV, Streamingdiensten Disney+ und Kinofilmen mit.
In der Abendschau erzählt Tina Schüssler von ihren musikalischen Neuigkeiten.
2023 schaffte sie Rekordzahlen bei VOX und RTL+ bei dem TV-Format Shopping Queen.
Für ihr soziales Engagement, ihre Krankheitsgeschichte und ihre musikalische Leistung wurde Tina Schüssler für ihr Lebenswerk im Januar 2023 das Bundesverdienstkreuz am Bande verliehen.

## Titel
- Weltmeisterin: 2016 K-1
- Weltmeisterin: 2013 Profiboxen
- Weltmeisterin: 1998 Kickboxen
- Europameisterin: 2003 Kickboxen
- Deutsche Meisterin: 1998 Kickboxen, 2005 Bodybuilding[15]
- Deutsche Meisterin: 1996, 1997 Kickboxen
- Europameisterin Vize: 1997 Kickboxen
- Shootingstar: 1997 Profiboxen

- Finalistin Deutscher Rock und Pop Preis: Beste Sängerin Deutschlands

## Ranglisten
- 1997: Kickboxen WKA 1. Platz in Deutschland
- 1998: Kickboxen WKA 1. Platz Weltrangliste
- 1997: Profiboxen W.I.B.F. 1. Platz Shootingstar -54,4 kg
- 1999: Profiboxen E.N.W.O. 1. Platz Europarangliste -50,8 kg
- 2000: Profiboxen W.I.B.F. 5. Platz Weltrangliste -50,8 kg
- 2000: Profiboxen I.F.B.A. 5. Platz Jr.Bantamgewicht
- 2005: Bodybuilding IFBB 1. Platz -52 kg IDM
- 2005: Profiboxen I.W.B.F. Top 10 Rankings
- 2006: Profiboxen BDB 3. Platz Top 5 Rankings -50,8 kg[16]
- 2013: Profikickboxen ISKA 2. Platz Worldranking -60 kg[17]
- 2013: Profikickboxen ISKA 2. Platz Worldranking -62,3 kg[17]
- 2013: Profiboxen WBF Ranking 1. Platz Worldchampion – 62,4 kg
- 2016: K-1 WKU Ranking 4. Platz -60 kg[18]
- 2016: K-1 WKU Ranking 1. Platz -60 kg Worldchampion USA[19]

## Auszeichnungen
- 2023: Bundesverdienstkreuz am Bande, Verleihung auf Schloß Nymphenburg
- 2018: Ernennung zur offiziellen Landkreisbotschafterin für Augsburg
- 2017: Auszeichnung der Stadt Augsburg für herausragende Leistungen
- 2016: Comeback-Sportlerin des Jahres der WKU
- 2013: Comeback-Sportlerin des Jahres der ISKA (nach langer Krankheit zurück)
- 2006: Sportlerin des Jahres der Stadt Stadtbergen
- 2004: Goldene Ehrennadel der Stadt Stadtbergen
- 2003: Auszeichnung Gold der Stadt Augsburg
- 1999: Ehrengabe Gold der Stadt Augsburg
- 1998, 1999: Sportlerin des Jahres der Stadt Stadtbergen
- 1998: Auszeichnung zur Weltbesten Sportlerin -49 Kg der WKA

## Diskografie
- 2024: „Wilde Tiere“ Tina Schüssler (Pop/Rock)
- 2024: „Das Sein zerbricht“ Tina Schüssler (Rock)
- 2024: „TrendyOne“ Tina Schüssler (Rap, Hip-Hop)
- 2024: „awi“ Tina Schüssler (Rap, Hip-Hop)
- 2024: „Augsburg meine Stadt“ Tina Schüssler (Rap/Hip-Hop)
- 2023: „Reflektiere“ Tina Schüssler (Rock)
- 2021: „Angst“ Tina Schüssler (Neue Deutsche Härte)
- 2021: „Ich bin dein Stück Fleisch“ Tina Schüssler (Neue Deutsche Härte)
- 2021: „Verbannt“ Tina Schüssler (Neue Deutsche Härte)
- 2021: „Schuldig“ Tina Schüssler (Neue Deutsche Härte)
- 2021: „Fronten“ Tina Schüssler (Rock)
- 2020: Album „Verwirrte Welt“ Tina Schüssler, Plattenvertrag Pride & Joy Music, weltweiter Vertrieb Soulfood
- 2020: „Verbotenes tun“ Tina Schüssler (Pop)
- 2020: „Cybercrime“ Tina Schüssler, PM7 Studios Multimedia Production (Rap/Hip-Hop)
- 2020: „Wir sind hart“ Tina Schüssler, PM7 Studios Multimedia Production (Rock)
- 2020: „Ich bleib hier“ Tina Schüssler, PM7 Studios Multimedia Production (Pop)
- 2020: „Abflug“ Tina Schüssler, PM7 Studios Multimedia Production (Rock)
- 2020: „Wir rasten aus“ Tina Schüssler, PM7 Studios Multimedia Production (Rock)
- 2020: „Roter Faden“ Tina Schüssler, PM7 Studios Multimedia Production (Rock)
- 2020: „Geboren um zu sterben“ Tina Schüssler, PM7 Studios Multimedia Production (Pop/Rap)
- 2020: „Ohne dich“ Tina Schüssler, PM7 Studios Multimedia Production (Rock)
- 2020: „Nur noch einmal“ Tina Schüssler feat. Benni Welz (Rock)
- 2020: „Trabanten“ Tina Schüssler, PM7 Studios Multimedia Production (Pop)
- 2020: „Steht auf“ Tina Schüssler, PM7 Studios Multimedia Production (Pop/Hip-Hop)
- 2020: „Zeit“ Tina Schüssler, PM7 Studios Multimedia Production (Pop)
- 2020: „Gedanken springen“ Tina Schüssler, PM7 Studios Multimedia Production (Pop/Rap)
- 2020: „Noah feat. Tina Schüssler“ Co-Produktion mit Christof Czarnecki, Wolfgang Langner und Hans Hartel Wien, PM7 Studios Multimedia Production (Pop/Rock)
- 2020: „Soundtrack zum Bier holen“ Tina Schüssler, PM7 Studios Multimedia Production (Rock)
- 2020: „Intro“ Tina Schüssler, PM7 Studios Multimedia Production (Pop)
- 2020: „Schreit“ Tina Schüssler, PM7 Studios Multimedia Production (Rock)
- 2020: „Keiner und Nichts“ Tina Schüssler, PM7 Studios Multimedia Production (Rock)
- 2020: „Adrenalin“ Tina Schüssler, PM7 Studios Multimedia Production (Rock)
- 2020: „Stadtbergen Hymne“ Tina Schüssler, PM7 Studios Multimedia Production (Hymne)
- 2020: „Wo bist du hin“ Tina Schüssler, PM7 Studios Multimedia Production (Pop)
- 2020: „Peace Song“ Tina Schüssler, PM7 Studios Multimedia Production (Pop)
- 2019: „Rettungsgasse“ Tina Schüssler, PM7 Studios Multimedia Production, Projekt Polizei Schwaben und BRK (Rap/ Hip-Hop)
- 2019: „Geh“ Tina Schüssler, PM7 Studios Multimedia Production (Rock)
- 2019: „Ich spring“ Tina Schüssler, PM7 Studios Multimedia Production (Pop)
- 2019: „Fight Song“ Tina Schüssler, PM7 Studios Multimedia Production (Rap/Hip-Hop)
- 2019: „Augsburgsong“ Tina Schüssler (Pop)
- 2019: „Kämpfer kämpfen“ Tina Schüssler, PM7 Studios Multimedia Production (Pop)
- 2018: „Verstrahlte Welt“ Tina Schüssler feat. USA Rapper Kinetic9 Wu-Tang, Binki Woi (Rap/Hip-Hop)
- 2018: „Lass mich allein“ Tina Schüssler (Pop/Rock)
- 2018: „Hardcore“ Tina Schüssler, PM7 Studios Multimedia Production (Rock)
- 2018: „Verwirrte Welt“ Tina Schüssler, PM7 Studios Multimedia Production (Pop)
- 2018: „Was ist nur aus uns geworden“ Tina Schüssler, PM7 Studios Multimedia Production (Pop)
- 2018: „Unser letztes Mal“ Tina Schüssler, Produzent John Zaika [Los Angeles] und Philipp Meier (Pop)
- 2018: „Jetzt bist du weg“ Tina Schüssler (Pop)
- 2018: „Lasst den Beat rein“ Tina Schüssler (Techno)
- 2018: „Let‘s shake the ground“ Tina Schüssler (Pop/Rock)
- 2017: „Du weißt wir sind Sieger“ Tina Schüssler feat. Backdoor Connection, Produzent Harry Kulzer (Pop)
- 2017: „Burgersong“ Tina Schüssler feat. GUP (Rap/Hip-Hop)
- 2016: „My Fight“ Tina Schüssler feat. Skip Rock (Rock)
- 2016: „Glorreiche Zeiten“ Tina Schüssler feat. Marc Terry (Pop)

## Filmografie
- 2024: TV-Doku „Tina Schüssler - Mein härtester Kampf“ Filmreihe Lebenslinien, ARD (HR)
- 2024: Abendschau Studiogast Tina Schüssler, BR/ARD[20]
- 2023: Kinofilm „Macho Man 3“ (NR)
- 2023: Disney+ Serie mit 7 Episoden „Sam – Ein Sachse“ (NR)
- 2023: „Reserve rockt!“ Hinter den Kulissen mit Tina Schüssler (HR) Dreharbeiten für Serie (Bundeswehr)
- 2023: VOX und RTL+ Tina Schüssler bei Shopping Queen (HR)
- 2023: Abendschau ARD Tina Schüssler erhält Bundesverdienstkreuz am Bande
- 2022: Werbefilme für Fahrzeugwerk Bernard Krone und Internationale Automobil-Ausstellung (HR)
- 2022: ZDF Fernsehfilm „Die Bürgermeisterin“ (KD)
- 2022: ARD und Bayerischer Rundfunk große TV Reportage „Lauf 10“ mit Tina Schüssler
- 2021: ZDF Fernsehfilm "Die Würde des Menschen" (KD)
- 2021: RTL, Sat.1, Pro7, ARD und BR - Bundesweite TV Reportage mit Tina Schüssler Cybercrime[21]
- 2021: RTL und n.tv große TV Reportage „Cybercrime“ mit Tina Schüssler
- 2021: „Geboren um zu sterben“ mit Filmregisseur Roland Leyer Stunts für Alarm für Cobra 11 RTL. Dreh mit Tina Schüssler auf Schloss Pichl (HR)
- 2021: ARD und Bayerischer Rundfunk große TV Reportage „Lauf 10“ mit Tina Schüssler[22]
- 2021: Fight Manager TV Schweiz mit Studiogast Tina Schüssler[23]
- 2021: TV Main Franken "Hinter den Kulissen" mit Studiogast Tina Schüssler[24]
- 2021: BR/ARD Abendschau mit Studiogast Tina Schüssler[25]
- 2020: Muxx.TV und PM7 Studios „Geisterkonzerte“, „Geistertalk“ und Late Night Show "Night Call" mit Tina Schüssler
- 2020: ARD/Bayerischer Rundfunk große TV Reportage „Lauf 10“ mit Motivationscoach Tina Schüssler[26]
- 2019: Cinestar, Cineplexx und Thalia Kino Filmpremieren „Augsburgsong“ mit Tina Schüssler (HR)
- 2018: ARD „Boxen gegen Schmerzen“ Patin Tina Schüssler trainiert mit Patienten des Bayerischen Kinderschmerzzentrums
- 2017: Sky „Zwei Tage, zwei Künstler, ein Kunstprojekt“ mit Werner Mang, Clemens Brocker und Tina (NR)
- 2017: Sat 1 TV-Film „Tina Schüssler gibt niemals auf!“ (HR)
- 2016: Bayerischer Rundfunk TV-Film von Tina „Kämpfernaturen“ (HR)
- 2016: Bayerischer Rundfunk BR Sport24 TV-Film „Die sanfte Kickboxerin Tina Schüssler“[27]
- 2016: Bayerischer Rundfunk Das Erste Blickpunkt Sport TV-Film „Das Phänomen Tina Schüssler“[28]
- 2013: VOX „mieten, kaufen, wohnen“ Promi-Spezial (HR)
- 2013: arte, BR, südart „Nocebo“ Spielfilm Thriller (NR)
- 2013: Bayerischer Rundfunk „Sport in Bayern“ Reportage Tina Schüssler
- 2013: Sat.1 Spielfilm „Gerechtigkeit“ (NR)
- 2012: Kinofilm „Habib Rhapsody“ (NR)
- 2011: Sat.1 „Mein Mann kann“ Promi-Spezial